# Burgstall Falkensberg

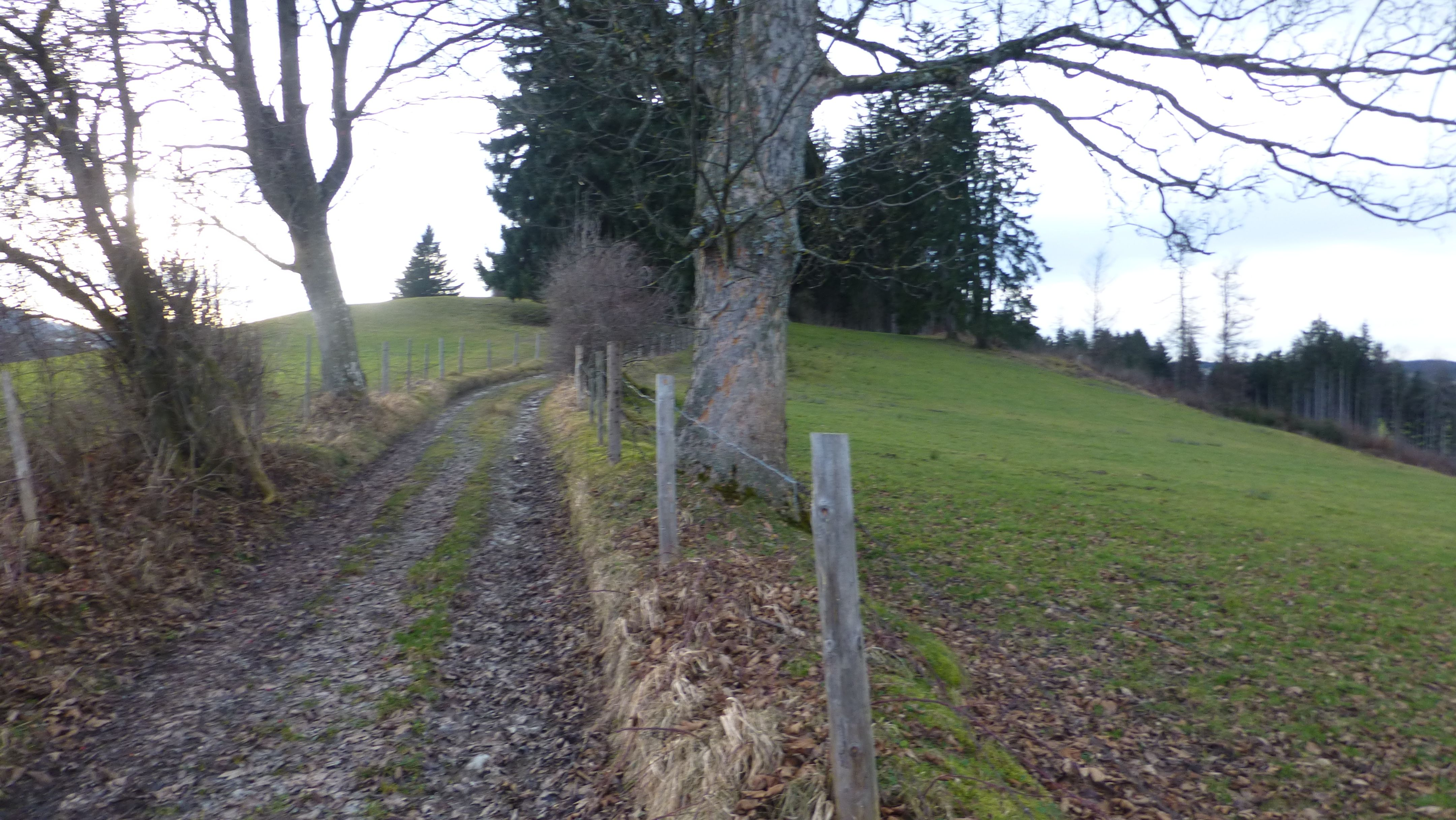
Vermutlicher Standort der Burg Falkensberg

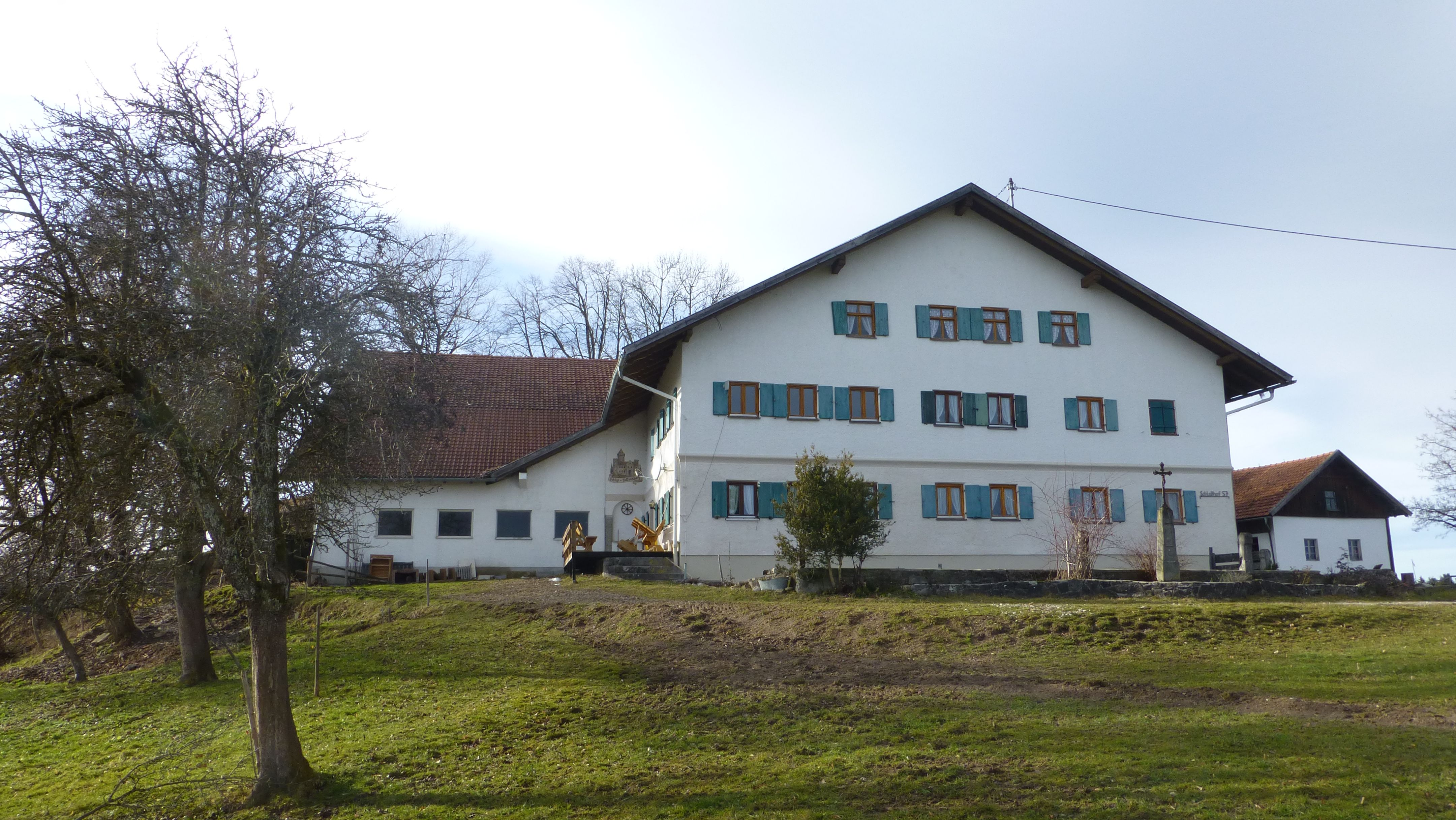
Ehemaliger Bauhof der Burg Falkensberg „Schlossbauer“

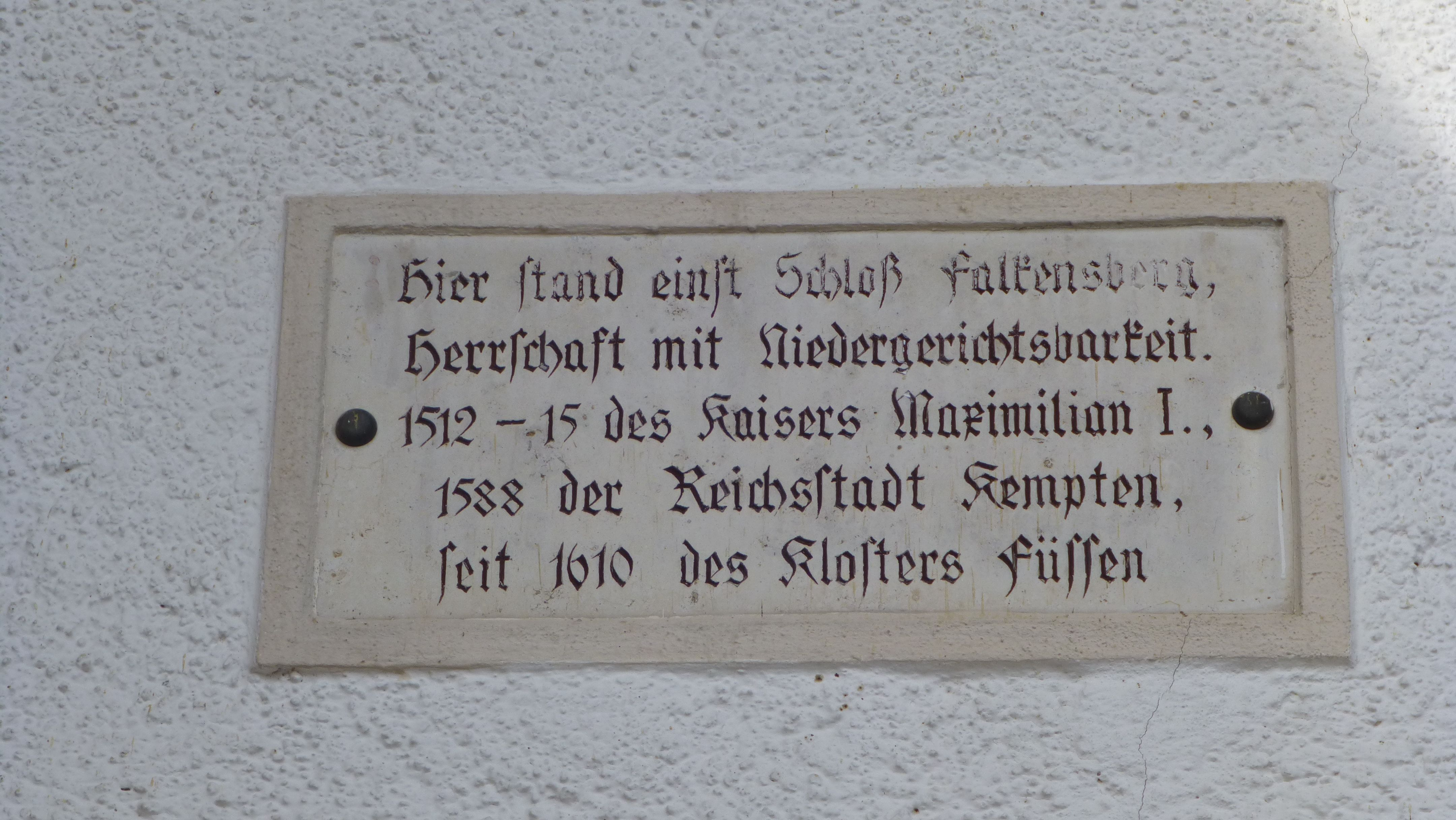
Gedenktafel

Der Burgstall Falkensberg liegt oberhalb des Weilers Goldhasen in der Gemeinde Rückholz.

## Geschichte
Zum ersten Mal wurde 1390 ein Gut zu Falkensberg genannt: „Zehenten uz ainem hof haizzet Valkersperg“. Es war ein Lehen des Hochstifts Augsburg. 1424 hatte es der Hans Klammer inne. 1486 war „Walkensperg mit seiner zugehörung“ im Besitz von Peter Hartung. Sein Sohn war wohl Georg Hartung, der 1505 den „Valckensperg mit seiner zugehörung“ als Lehen hatte.
1512 war Christoph von Ried, Bürger und Ratsherr zu Feldkirch der hochstiftische Lehensträger. Er verkaufte Falkensberg mit Gütern in Goldhasen und Seeleuten an Kaiser Maximilian I.  Schon zuvor muss der Kaiser aber in der kleinen Herrschaft Falkensberg Güter besessen haben, denn 1501 erklärte Stephan Höhenberger, Pfleger auf der Burg Hohenfreyberg, dass ihm etliche Güter zu Goldhasen und Seeleuten von seiner Majestät zugestellt wurden. Maximilian, der oft in der Füssener Gegend weilte, wollte anscheinend Falkensberg als Unterkunft bei seinen Jagden benutzen. Für den Fischfang ließ er 1514 unterhalb des Berges den Schwaltenweiher anlegen. Durch Tausch von Gütern und Leuten löste er die Herrschaft Falkensberg aus dem hochstiftischen Lehensverband. Damit wurde die Herrschaft ein freies Eigentum mit landesherrlichen Rechten.
1515 verkaufte Maximilian Falkensberg mit Leuten, Höfen, Lehen, Gütern und Wasserflüssen an Stephan Höhenberger, der vermutlich eine kleine Burg errichten ließ. Er nannte sich nun „Steffan von Hohennberg zum Falckensperg“. Sein Sohn Johann von Hohenberg und dessen Ehefrau Anna Kleinhans sowie deren Sohn Christoph Friedrich von Hohenberg und seine Ehefrau Amalie von Knöringen veräußerten dann 1588 „schloss und veste zum Falkensberg“ mit anderen Gütern um 17.000 Gulden an die Reichsstadt Kempten. Die Insassen der Güter waren leibeigen, gericht- und dienstbar zum Schloss Falkensberg. 1593 ließ die Stadt die alte Burg abreißen und von Baumeister Mathis Heubel aus Kempten ein größeres und prunkvolleres Schloss errichten. Auch den Bauhof, den sogenannten Schlosshof, baute sie neu auf. Die Planungen für den Neubau müssen aber schon 1590 begonnen haben. Popp erwähnt eine Urkunde, die „eine gründliche Beschreibung des um diese Zeit wieder neuerbauten Schlosses Falkensberg und der dazugehörigen Wirtschaftsgebäude“ enthält.
Es gab aber Schwierigkeiten mit dem Hochstift Augsburg wegen der Hoheitsrechte und bei der Verwaltung der „etwas abgelegenen“ Herrschaft. Nachdem Verkaufsverhandlungen mit dem Hochstift erfolglos geblieben waren, überließ die Reichsstadt 1610 die Herrschaft mit Schloss Falkensberg und allen Gütern, Rechten und Eigenleuten um 16.000 Gulden dem Kloster St. Mang in Füssen. Das Kloster gliederte den neuen Besitz in sein Amt Rückholz ein und übte die niedere Gerichtsbarkeit aus. Die hohe Obrigkeit, die die bisherigen Inhaber seit der Umwandlung der Lehensherrschaft in eine Allodialherrschaft besessen hatten, wurde aber auch vom Hochstift Augsburg beansprucht. 1633 wurde in einer Klosterurkunde noch einmal das Schloss Falkensberg erwähnt, dann aber scheint es im Verlauf des Dreißigjährigen Krieges zerstört worden zu sein. Die Ruine wurde später als Steinbruch benutzt, so dass nur noch geringe Reste übriggeblieben sind. Die Herrschaft Falkensberg blieb bis zu seiner Aufhebung beim Kloster St. Mang.

## Beschreibung
Das ehemalige Schloss Falkensberg lag nach der Uraufnahme Bayerns von 1818 etwa 150 Meter östlich vom Schlosshof, Hausnummer 57, auf der Plannummer 892/2 der Gemarkung Rückholz.
Im heute teils bewaldeten, teils rezent überformten Gelände sind nur noch schwache Hinweise auf den ehemaligen Schlossbau erkennbar mit nach Westen auf dem höchsten Punkt des Geländes deutlichen Bodenverformungen, nach Osten mit einem etwas tiefer gelegenen wohl einst bebauten Areal. Spuren von Gräben fehlen, weshalb es sich wohl nur um einen leicht befestigten Ansitz gehandelt haben kann. Im Sockel des Bauernhauses sind zwar verbaute Spolien in Form quaderhaft behauener Steine mittleren Formats sichtbar, doch können diese nicht gesichert dem ehemaligen Schloss zugewiesen werden. Der Burgstall zeichnet sich durch einen großartigen Rundblick über das Umland aus.
Seit 1932 erinnert eine Tafel am Schlossbauernhof an das Denkmal.